# Joseph von Mering
Josef, Baron von Mering (28 février 1849, à Cologne - 5 janvier 1908, à Halle-sur-Saale, province de Saxe) est un médecin prussien.
Travaillant à l'université de Strasbourg, Mering a été la première personne à découvrir en 1889, en collaboration avec Oskar Minkowski, de l’origine pancréatique du diabète et qu'une des fonctions pancréatiques est la production d'insuline, une hormone qui contrôle la glycémie.

## Contributions scientifiques majeures
Mering était curieux de connaître le pancréas, un organe en forme de virgule, situé entre l'estomac et l'intestin grêle. Dans un effort pour découvrir sa fonction, il a retiré l'organe d'un chien. Le chien a ensuite été remarqué en train d'uriner fréquemment sur le sol, bien qu'il s'agisse d'une maison grosse mereed. Mering s'est rendu compte qu'il s'agissait d'un symptôme de diabète et a testé l'urine, qui s'est avérée riche en sucre, confirmant ses soupçons.
Josef von Mering a aidé à découvrir les barbituriques, une classe de médicaments sédatifs utilisés pour l'insomnie, l'épilepsie, l'anxiété et l'anesthésie. En 1903, il a publié des observations selon lesquelles le barbital (alors connu sous le nom d'acide diéthyl-barbiturique) a des propriétés sédatives chez l'homme. En 1904, il participe au lancement du barbital sous la marque Veronal. Veronal a été le premier sédatif barbiturique disponible dans le commerce dans tous les pays. Von Mering a collaboré avec le chimiste Emil Fischer, qui a également été impliqué dans la découverte du barbital.